# Chomiki
Chomiki (Cricetinae) – podrodzina gryzoni z rodziny chomikowatych (Cricetidae).
Do rodziny chomikowatych zalicza się blisko 300 gatunków. Mysz domowa, myszarka leśna, suwak mongolski i inne myszowate są dalekimi krewnymi chomików. Jako zwierzęta domowe hodowane bywają: chomiczek syryjski, chomicznik malutki, Cricetulus barabensis griseus, chomicznik dżungarski i chomicznik zabajkalski.

## Zasięg występowania
Podrodzina obejmuje gatunki występujące w Eurazji.

## Główne cechy budowy anatomicznej
| Wzór zębowy | Wzór zębowy | I | C | P | M |
| ----------- | ----------- | - | - | - | - |
| 16          | =           | 1 | 0 | 0 | 3 |
| 16          | =           | 1 | 0 | 0 | 3 |

Chomiki posiadają 16 zębów. 2 siekacze i 6 trzonowców rozstawione na dole i na górze. Zęby gryzoni są zębami długokoronowymi (szkliwo pokrywa także korzeń zęba znajdując się między zębiną a cementem), rosną przez całe życie zwierzęcia i aby nie doszło do ich przerostu, skutkującego zranieniami i chorobami, zwierzę musi je ścierać, jedząc twardy pokarm. Tuż przy obu stronach warg znajdują się pojemne worki policzkowe. Są tak duże, że po napełnieniu przekraczają podwojony obwód głowy. Służą do transportu pożywienia. Zwierzę opróżnia je pocierając je przednimi kończynami. Żołądek chomika składa się z dwóch komór. W pierwszej komorze następuje wstępne trawienie, natomiast w głównej komorze pokarm przechodzi ostateczne trawienie.

## Systematyka
Do podrodziny chomików należą następujące występujące współcześnie plemiona:
- Cricetini G. Fischer, 1817
- Mesocricetini Kryštufek & Shenbrot, 2025
- Urocricetini Kryštufek & Shenbrot, 2025

Opisano również rodzaje wymarłe:

- Aepyocricetus Li Qiang, Stidham, Ni Xijun & Li Luzhou, 2018[10] – jedynym przedstawicielem był Aepyocricetus liuae Li Qiang, Stidham, Ni Xijun & Li Luzhou, 2017
- Allocricetus Schaub, 1930[11]
- Amblycricetus Zheng Shaohua, 1993[12] – jedynym przedstawicielem był Amblycricetus sichuanensis Zheng Shaohua, 1993
- Apocricetus Freudenthal, Mein & Martín-Suárez, 1998[13]
- Bahomys Zhou Mingzhen & Li Chuankui, 1965[14] – jedynym przedstawicielem był Bahomys hypsodontus Zhou Mingzhen & Li Chuankui, 1965
- Collimys Daxner-Höck, 1972[15]
- Colloides Qiu Zhuding & Li Qiang, 2016[16] – jedynym przedstawicielem był Colloides xiaomingi Qiu Zhuding & Li Qiang, 2016
- Cricetinus Zdansky, 1928[17]
- Cricetulodon Hartenberger, 1966[18]
- Gromovia Erbajeva, Alexeeva & Khenzykhenova, 2003[19] – jedynym przedstawicielem był Gromovia daamsi Erbajeva, Alexeeva & Khenzykhenova, 2003
- Hattomys Freudenthal, 1985[20]
- Hypsocricetus Daxner-Höck, 1992[21] – jedynym przedstawicielem był Hypsocricetus strimonis Daxner-Höck, 1992
- Microtocricetus Fahlbusch & Mayr, 1975[22]
- Nannocricetus Schaub, 1934[23]
- Neocricetodon Schaub, 1934[24]
- Pannonicola Kretzoi, 1965[25]
- Paracricetulus Yang Zhongjian, 1927[26] – jedynym przedstawicielem był Paracricetulus schaubi Yang Zhongjian, 1927
- Primoprismus Maridet, Wu Wenyu, Ye Jie, Meng Jin, Bi Shundong & Ni Xijun, 2014[27] – jedynym przedstawicielem był Primoprismus fejfari Maridet, Wu Wenyu, Ye Jie, Meng Jin, Bi Shundong & Ni Xijun, 2014
- Pseudocollimys Daxner-Höck, 2004[28] – jedynym przedstawicielem był Pseudocollimys steiningeri Daxner-Höck, 2004
- Pseudocricetus Topachevsky & Skorik, 1992[29]
- Rotundomys Mein, 1966[30]
- Sinocricetus Schaub, 1930[31]
- Tragomys Agustí Ballester, Bover & Alcover, 2012[32] – jedynym przedstawicielem był Tragomys macpheei Agustí, Bover & Alcover, 2012